# Marina Łajska
Marina Dienisowa z d. Łajska (ur. 20 marca 1978) – rosyjska biegaczka narciarska, trzykrotna medalistka mistrzostw świata juniorów.

## Kariera
Po raz pierwszy na arenie międzynarodowej pojawiła się w lutym 1996 roku podczas mistrzostw świata juniorów w Asiago. Zdobyła tam złoty medal w sztafecie, a w biegu na 5 km techniką klasyczną zajęła 21. miejsce. Na rozgrywanych rok później mistrzostwach świata juniorów w Canmore była między innymi czwarta w sztafecie oraz piąta w biegu na 15 km stylem dowolnym. Ponadto na mistrzostwach świata juniorów w Pontresinie była druga w biegu na 15 km oraz trzecia w sztafecie.
W zawodach Pucharu Świata zadebiutowała 28 listopada 1998 roku w Muonio, gdzie zajęła 23. miejsce w biegu na 5 km stylem dowolnym. Tym samym już w swoim debiucie zdobyła pierwsze pucharowe punkty. Najlepszy wynik w zawodach tego cyklu osiągnęła 4 stycznia 2003 roku w Kawgołowie, gdzie rywalizację w biegu na 5 km stylem dowolnym ukończyła na dziesiątej pozycji. W klasyfikacji generalnej sezonu 2002/2003 zajęła ostatecznie 63. miejsce. W 2003 roku wystąpiła na mistrzostwach świata w Val di Fiemme, gdzie zajęła między innymi 21. miejsce w biegu na 15 km stylem klasycznym.
Nigdy nie wzięła udziału w igrzyskach olimpijskich.

## Osiągnięcia

### Mistrzostwa świata
| Miejsce | Dzień     | Rok  | Miejscowość   | Konkurencja             | Czas biegu | Strata  | Zwyciężczyni  |
| ------- | --------- | ---- | ------------- | ----------------------- | ---------- | ------- | ------------- |
| 21.     | 18 lutego | 2003 | Val di Fiemme | 15 km stylem klasycznym | 39:40,9    | +2:24,1 | Bente Skari   |
| 25.     | 20 lutego | 2003 | Val di Fiemme | 10 km stylem klasycznym | 25:47,0    | +2:02,5 | Bente Skari   |
| 28.     | 26 lutego | 2003 | Val di Fiemme | Sprint stylem dowolnym  | 3:28,8     | -       | Marit Bjørgen |

### Mistrzostwa świata juniorów
| Miejsce | Dzień       | Rok  | Miejscowość | Konkurencja             | Wynik     | Strata  | Zwyciężczyni      |
| ------- | ----------- | ---- | ----------- | ----------------------- | --------- | ------- | ----------------- |
| 21.     | 31 stycznia | 1996 | Asiago      | 5 km stylem klasycznym  | 15:01,8   | +1:15,1 | Maija Puukilainen |
| 1.      | 2 lutego    | 1996 | Asiago      | Sztafeta 4x5 km         | 1:01:49,8 | -       | -                 |
| 15.     | 12 lutego   | 1997 | Canmore     | 5 km stylem klasycznym  | 14:28,7   | +51,3   | Kristina Šmigun   |
| 5.      | 14 lutego   | 1997 | Canmore     | Sztafeta 4x5 km         | 57:18,7   | +30,3   | Włochy            |
| 4.      | 16 lutego   | 1997 | Canmore     | 15 km stylem dowolnym   | 43:45,7   | +39,7   | Kristina Šmigun   |
| 3.      | 23 stycznia | 1998 | Pontresina  | Sztafeta 4x5 km         | 1:02:11,7 | +31,5   | Szwecja           |
| 2.      | 25 stycznia | 1998 | Pontresina  | 15 km stylem klasycznym | 48:25,6   | +30,4   | Hilde Glomsås     |

### Puchar Świata

#### Miejsca w klasyfikacji generalnej
- sezon 1998/1999: 59.
- sezon 1999/2000: 71.
- sezon 2000/2001: 105.
- sezon 2002/2003: 63.

#### Miejsca na podium zawodów PŚ
Łajska nigdy nie stanęła ma podium zawodów PŚ.